# Aaron Miller
Pour les articles homonymes, voir Miller.
Aaron M. Miller (né le 11 août 1971 à Buffalo, dans l'État de New York aux États-Unis) est un joueur professionnel retraité de hockey sur glace ayant évolué à la position de défenseur.

## Carrière
Réclamé au cinquième tour par les Rangers de New York lors du repêchage de 1989 de la Ligue nationale de hockey alors qu'il évolue pour les Scenics de Niagara, club de la North American Hockey League. Aaron Miller rejoint la saison suivante les Catamounts du Vermont, club universitaire s'alignant alors dans la ECAC Hockey League, division du championnat de la NCAA.
Il reste avec ces derniers durant quatre saisons, étant appelé à représenter l'équipe nationale des États-Unis lors du championnat du monde junior de 1991. Au cours de son séjour à l'université du Vermont, les Rangers cèdent ces droits aux Nordiques de Québec afin de mettre la main sur l'attaquant Joe Cirella.
Devenu joueur professionnel à l'été 1993, il se joint alors au club affilié aux Nordiques dans la Ligue américaine de hockey, les Aces de Cornwall. Il est rappelé par les Nordiques durant cette même saison et dispute son premier match dans la LNH. Partageant la saison suivante entre Québec et Cornwall, il suit les Nordiques lorsque ceux-ci sont vendus et transférés pour devenir l'Avalanche du Colorado.
Miller dispute alors la majorité de la saison 1995-1996 avec les Aces alors que le club mère remporte la Coupe Stanley. Dès la saison suivante, il obtient un poste permanent avec le Colorado.
Au cours de la saison 2000-2001, l'Avalanche le cède aux Kings de Los Angeles en retour du défenseur étoile Rob Blake, Miller voit ainsi le printemps venu une deuxième coupe Stanley lui filer sous le nez lorsque son ancienne formation met la main sur le précieux trophée. Après une solide saison avec les Kings, il est retenu pour représenter l'équipe des États-Unis lors des Jeux Olympiques de 2002 et remporte avec eux la médaille d'argent.
Miller reste avec les Kings jusqu'en 2007 faisant pas moins de trois apparitions à des championnats mondiaux et étant retenu pour les Jeux olympiques de 2006, il ne put cependant pas participer à cette dernière compétition en raison de blessure.
Devenu agent libre sans compensation à l'été 2007, il s'entend pour une saison avec les Canucks de Vancouver, saison au terme de laquelle il annonce son retrait de la compétition.

## Statistiques
| Saison     | Équipe                | Ligue        |     | Saison régulière | Saison régulière | Saison régulière | Saison régulière | Saison régulière |   | Séries éliminatoires | Séries éliminatoires | Séries éliminatoires | Séries éliminatoires | Séries éliminatoires |
| Saison     | Équipe                | Ligue        | PJ  | B                | A                | Pts              | Pun              | PJ               | B | A                    | Pts                  | Pun                  |                      |                      |
| 1988-1989  | Scenics de Niagara    | NAHL         | 59  | 24               | 38               | 62               | 60               |                  |   |                      |                      |                      |                      |                      |
| 1989-1990  | Catamounts du Vermont | ECAC         | 31  | 1                | 15               | 16               | 24               |                  |   |                      |                      |                      |                      |                      |
| 1990-1991  | Catamounts du Vermont | ECAC         | 30  | 3                | 7                | 10               | 22               |                  |   |                      |                      |                      |                      |                      |
| 1991-1992  | Catamounts du Vermont | ECAC         | 31  | 3                | 16               | 19               | 36               |                  |   |                      |                      |                      |                      |                      |
| 1992-1993  | Catamounts du Vermont | ECAC         | 30  | 4                | 13               | 17               | 16               |                  |   |                      |                      |                      |                      |                      |
| 1993-1994  | Aces de Cornwall      | LAH          | 64  | 4                | 10               | 14               | 49               | 13               | 0 | 2                    | 2                    | 10                   |                      |                      |
| 1993-1994  | Nordiques de Québec   | LNH          | 1   | 0                | 0                | 0                | 0                |                  |   |                      |                      |                      |                      |                      |
| 1994-1995  | Aces de Cornwall      | LAH          | 76  | 4                | 18               | 22               | 69               |                  |   |                      |                      |                      |                      |                      |
| 1994-1995  | Nordiques de Québec   | LNH          | 9   | 0                | 3                | 3                | 6                |                  |   |                      |                      |                      |                      |                      |
| 1995-1996  | Aces de Cornwall      | LAH          | 62  | 4                | 23               | 27               | 77               | 8                | 0 | 1                    | 1                    | 6                    |                      |                      |
| 1995-1996  | Avalanche du Colorado | LNH          | 5   | 0                | 0                | 0                | 0                |                  |   |                      |                      |                      |                      |                      |
| 1996-1997  | Avalanche du Colorado | LNH          | 56  | 5                | 12               | 17               | 15               | 17               | 1 | 2                    | 3                    | 10                   |                      |                      |
| 1997-1998  | Avalanche du Colorado | LNH          | 55  | 2                | 2                | 4                | 51               | 7                | 0 | 0                    | 0                    | 8                    |                      |                      |
| 1998-1999  | Avalanche du Colorado | LNH          | 76  | 5                | 13               | 18               | 42               | 19               | 1 | 5                    | 6                    | 10                   |                      |                      |
| 1999-2000  | Avalanche du Colorado | LNH          | 53  | 1                | 7                | 8                | 36               | 17               | 1 | 1                    | 2                    | 6                    |                      |                      |
| 2000-2001  | Avalanche du Colorado | LNH          | 56  | 4                | 9                | 13               | 29               |                  |   |                      |                      |                      |                      |                      |
| 2000-2001  | Kings de Los Angeles  | LNH          | 13  | 0                | 5                | 5                | 14               | 13               | 0 | 1                    | 1                    | 6                    |                      |                      |
| 2001-2002  | Kings de Los Angeles  | LNH          | 74  | 5                | 12               | 17               | 54               | 7                | 0 | 0                    | 0                    | 0                    |                      |                      |
| 2002-2003  | Kings de Los Angeles  | LNH          | 49  | 1                | 5                | 6                | 24               |                  |   |                      |                      |                      |                      |                      |
| 2003-2004  | Kings de Los Angeles  | LNH          | 35  | 1                | 2                | 3                | 32               |                  |   |                      |                      |                      |                      |                      |
| 2004-2005  | N'a pas joué          | N'a pas joué |     |                  |                  |                  |                  |                  |   |                      |                      |                      |                      |                      |
| 2005-2006  | Kings de Los Angeles  | LNH          | 56  | 0                | 8                | 8                | 27               |                  |   |                      |                      |                      |                      |                      |
| 2006-2007  | Kings de Los Angeles  | LNH          | 82  | 0                | 8                | 8                | 60               |                  |   |                      |                      |                      |                      |                      |
| 2007-2008  | Canucks de Vancouver  | LNH          | 57  | 1                | 8                | 9                | 32               |                  |   |                      |                      |                      |                      |                      |
| Totaux LNH | Totaux LNH            | Totaux LNH   | 677 | 25               | 94               | 119              | 422              | 80               | 3 | 9                    | 12                   | 40                   |                      |                      |

| Année | Équipe     | Compétition                 |   | PJ | B | A | Pts | Pun                |  | Résultat |
| 1991  | États-Unis | Championnat du monde junior | 8 | 1  | 1 | 2 | 0   | 4e place           |  |          |
| 2002  | États-Unis | Jeux olympiques             | 6 | 0  | 0 | 0 | 4   | Médaille d'argent  |  |          |
| 2004  | États-Unis | Championnat du monde        | 9 | 0  | 1 | 1 | 4   | Médaille de bronze |  |          |
| 2004  | États-Unis | Coupe du monde              | 5 | 0  | 0 | 0 | 4   | 4e place           |  |          |
| 2005  | États-Unis | Championnat du monde        | 7 | 0  | 2 | 2 | 6   | 6e place           |  |          |
| 2006  | États-Unis | Jeux olympiques             | 0 | 0  | 0 | 0 | 0   | 8e place           |  |          |

## Honneurs et trophées
- ECAC Hockey League
  - Nommé dans la première équipe d'étoiles en 1993.
- NCAA
  - Nommé dans la deuxième équipe d'étoiles de l'est des États-Unis en 1993.

## Transactions
- Repêchage 1989 : repêché par les Rangers de New York (5e choix de l'équipe, 88e au total).
- 17 janvier 1991 : échangé par les Rangers avec leur choix de cinquième tour au repêchage de 1991 (les Nordiques sélectionnent avec ce choix Bill Lindsay) aux Nordiques de Québec en retour de Joe Cirella.
- 21 juin 1995 : les nordiques de Québec sont transférés pour devenir l'Avalanche du Colorado.
- 21 février 2001 : échangé par l'Avalanche avec Adam Deadmarsh, un joueur à être nommé plus tard (le Colorado donnera finalement Jared Aulin le 22 mars 2001) et les choix de premier tour aux repêchage de 2001 (les Kings sélectionnent avec ce choix David Steckel) et de 2003 (les Kings sélectionnent avec ce choix Brian Boyle) aux Kings de Los Angeles en retour de Rob Blake et de Steven Reinprecht.
- 9 juillet 2007 : signe à titre d'agent libre avec les Canucks de Vancouver.